# Spoorlijn Martigny - Châtelard
De spoorlijn Martigny - Châtelard is een Zwitserse spoorlijn tussen Martigny en de Zwitsers-franse grens bij Le Châtelard. De Chemin de fer Martigny–Châtelard (afgekort: MC) was een Zwitserse spooronderneming gelegen in het kanton Wallis. De spoorlijn is tegenwoordig onderdeel van de Transports de Martigny et Régions (TMR).
De treinen van de MC en de SNCF voeren sinds 1997 de naam Mont-Blanc Express.

## Geschiedenis
Na het presenteren van verscheidene varianten besloot de regering van Wallis het traject van Martigny over Vernayaz, Salvan, Finhaut en Les Marécottes naar Le Châtelard op de huidige plaats aan te leggen. In Le Châtelard sluit de lijn aan op het traject van de SNCF uit het Franse Saint-Gervais-les-Bains-Le Fayet.
Op 10 juni 1902 werd de Compagnie du Chemin de fer de Martigny au Châtelard - ligne du Valais à Chamonix opgericht. Op 24 november 1902 werd begonnen met de bouw van 46 bruggen en viaducten plus 12 tunnels.
Het traject van Martigny naar Le Châtelard werd op 20 augustus 1906 geopend.
In de beginjaren reden vijf treinparen tussen Martigny en Le Châtelard. Voor dit 18 kilometer lange traject had men toen ongeveer 90 minuten nodig, tegenwoordig rijdt men deze afstand in ongeveer 45 minuten.
Aanvankelijk was de maximumsnelheid op het tandstaafgedeelte 7 km/h en op het normaal traject 25 km/h. Tegenwoordig is de maximumsnelheid op het tandstaafgedeelte tussen Vernayaz en Salvan 25 km/h, maar wordt er 16 km/h gereden en op het normaal traject 70 km/h, maar wordt er op het bochtige gedeelte tussen Salvan en Le Châtelard-Frontière 25 km/h gereden. Alleen op het eerste gedeelte tussen Martigny en Vernayaz rijdt de trein op snelheid.
Tot de jaren dertig reden de treinen van de MC vanwege lawinegevaar alleen van eind mei tot eind oktober. Door de aanschaf van een sneeuwploeg in 1931/1932 kon het hele jaar gereden worden.
Een lawinevrij traject van Argentière naar Chamonix kon de PLM / SNCF tot dit moment niet realiseren.
De Franse PLM werd in de jaren vijftig overgenomen door de Franse staat en doorgegeven aan de SNCF.
In de jaren zeventig werd het stuwmeer van Émosson in het keteldal van Émosson aangelegd. Voor de aanleg verzorgde de MC het goederenvervoer.
In 2005 begonnen de werkzaamheden om de veiligheid op het traject te verhogen door het plaatsen van een automatisch blokstelsel met lichtseinen (Frans: block automatique lumineux).

### Traject
Het traject is in vieren verdeeld:
- vlakke spoorlijn tussen Martigny en Vernayaz (trein rijdt 70 km/h)
- tandstaaf en derde rail tussen Vernayaz en Salvan (trein rijdt 16 km/h)
- derde rail tussen Le Trétien en Finhaut (trein reidt 25 km/h)
- verder licht dalend traject tussen Saint-Gervais-les-Bains-Le Fayet - Vallorcine.

In de zomer van 2010 werd de derde rail tussen Vernayaz en Salvan vervangen door een bovenleiding.

### Fusie
De Transports de Martigny et Régions (TMR) ontstond in 2001 door een fusie van de Chemin de fer Martigny–Orsières (MO) met de Chemin de fer Martigny–Châtelard (MC).

## Tramway Martigny – Bourg
Omdat in de stad Martigny de Tramway Martigny - Bourg (TrMB) actief was tussen het station Martigny en de industrie gemeente Martigny-Bourg moest de MC voor een deel van zijn traject tussen Martigny en Vernayaz gebruikmaken van het TrMB-traject.
Aan het eind van 1929 werd de samenwerking van de MC met de Tramway Martigny – Bourg (TrMB) beëindigd. Vanaf 1 maart 1931 reed de MC ook niet meer door de stad Martigny en werd parallel aan de sporen van de SBB een nieuw traject aangelegd en in gebruik genomen.
De TrMB gebruikte een bovenleiding spanning van 550 volt gelijkstroom. Het traject van de TrMB werd in 1956 opgeheven en opgebroken.

## Tandradsysteem
De Chemin de fer Aigle-Ollon-Monthey-Champéry maakt gebruik van het tandradsysteem Strub. Dit is ontwikkeld door de Zwitserse ingenieur en constructeur Emil Victor Strub (1858-1909). Het tandstaaftraject ligt hoger dan gebruikelijk om te voorkomen dat het tandwiel op het Franse traject de remrail raakt.

## Elektrische tractie
Het traject van de MC heeft een deel bovenleiding en een deel stroomrail geëlektrificeerd met een spanning 850 volt, (oorspronkelijk 550 volt) gelijkstroom. 

Het trajectdeel tussen Vernayaz MC en Salvan, tussen Le Trétien en Finhaut en tussen Châtelard-Frontière en Vallorcine zijn voorzien van een stroomrail.